# ランブルフィッシュ (映画)
『ランブルフィッシュ』（Rumble Fish）は、1983年のアメリカ映画。監督はフランシス・フォード・コッポラで、S・E・ヒントンの小説を映画化した作品。画面は大部分が白黒、一部カラー。

## 概要
『アウトサイダー』（同年公開）に続くS・E・ヒントン原作。共同脚本、監督コッポラ。『アウトサイダー』にも出演したマット・ディロン、ダイアン・レイン、トム・ウェイツを引き続き起用。
ミッキー・ローク、デニス・ホッパー、コッポラの甥ニコラス・ケイジも出演し、後にミッキー・ロークは『イヤー・オブ・ザ・ドラゴン』(85)『ナインハーフ』(86)でブレイク、デニス・ホッパーは『ブルーベルベット』(86)で復活した。
コッポラは、本作を兄オーガスト・コッポラに捧げている。弟ラスティ・ジェームズの兄に対する憧憬は少年時代のコッポラと優秀な兄オーガストの関係に似ていたため映画化の動機になった。
原作のファンだったマット・ディロンはS・E・ヒントンに最初に会った時に『ランブルフィッシュ』が映画化になった時の主役を熱望した。
当時、ロック・バンドのポリスのドラマーだったスチュワート・コープランドが音楽を担当した。
日本公開は1984年7月。字幕は金田文夫が担当。

## あらすじ
不良少年ラスティが、敵対するグループと一戦交えていた時、姿を消していた兄が帰ってきた。兄はモーターサイクルボーイと呼ばれる札付きの不良で、ラスティは彼に憧れていたが、モーターサイクルボーイの内面は変化していた。彼は、喧嘩を嫌うようになり、水槽の中で殺し合う魚（ランブルフィッシュ）を見つめる。

## キャスト
- ラスティ・ジェームズ - マット・ディロン
- モーターサイクルボーイ - ミッキー・ローク
- パティ - ダイアン・レイン
- ラスティとモーターサイクルボーイの父 - デニス・ホッパー
- カサンドラ - ダイアナ・スカーウィッド
- スティーヴ - ヴィンセント・スパーノ
- スモーキー - ニコラス・ケイジ
- B.J. - クリス・ペン
- ビフ - グレン・ウィスロー
- ベニー - トム・ウェイツ
- ドナ（パティの妹） - ソフィア・コッポラ
- ミジェット - ローレンス・フィッシュバーン

## Blu-ray
2019年9月4日リリース　キングレコード　

## 評価
レビュー・アグリゲーターのRotten Tomatoesではレビュー39件で批評家支持率は77%、
一般支持率は80%(評価数1万)、一般平均点は5点満点で3.9。(2025-08)
Metacriticでは8件のレビューを基に加重平均値が63/100となった。

## 受賞歴
- 1984年、サン・セバスティアン国際映画祭で2部門を受賞[7]。
- コープランド名義のサウンドトラック・アルバムが1984年のゴールデングローブ賞 作曲賞にノミネートされた[8][注釈 2]。